# Majesteit (Couperus)
Majesteit is een van de drie zogenaamde koningsromans van de Nederlandse schrijver Louis Couperus ( (1863-1923). Het werk verscheen in 1893 bij uitgeverij L.J. Veen.

## Geschiedenis
In 1892 ontstond bij Couperus het idee een roman te schrijven over een moderne monarch. Op 15 maart 1893 werd deze roman aangekondigd in Het Vaderland. De uitgever Veen reageerde onmiddellijk en wilde het boek wel uitgeven en onderhandelingen tussen uitgever en auteur begonnen. Couperus wilde het laten illustreren door de kunstenaar Pieter de Josselin de Jong (1861-1906), maar Veen maakte duidelijk dat op korte termijn een geïllustreerde uitgave niet van de persen kon rollen. 
In november 1893 verscheen de roman. Het was een zeer succesvolle publicatie waarvan al snel verschillende drukken verschenen.
Couperus liet aan Veen in 1894 weten een vervolg op Majesteit te willen schrijven; dat resulteerde in 1895 in de roman Wereldvrede.

### Uitgave
De roman verscheen vanaf juli 1893 in drie afleveringen in het tijdschrift De Gids. De uitgave verscheen in november 1893 in twee delen in een band, in een oplage van 3000 exemplaren. Het omslag werd verzorgd door R.N. Roland Holst.

### Geïllustreerde uitgave
Het idee van een geïllustreerde uitgave was niet verdwenen, maar gezien de hoge honorariumeisen van Couperus voor zo'n geïllustreerde uitgave lag dat moeilijk. Toen Couperus zijn financiële eisen liet vallen, trad Veen in onderhandeling met andere kunstenaars naast De Jong: Jan Hoynck van Papendrecht, Marius Bauer en Edzard Koning. Die onderhandelingen mislukten en in 1900 liet ook De Jong weten af te zien van het leveren van illustraties.
Uiteindelijk lukte het met Willem Vaarzon Morel (1868-1955). Vaarzon Morel leverde vervolgens 17 illustraties die voor een deel van de derde druk (mei 1904) gebruikt werden; die werd door de uitgever (ten onrechte) aangemerkt als vierde druk. Couperus was niet zo positief: "Als een Hollandsche artist een prins moet teekenen... laat hij hem liever weg, en teekent boeven".
De originele illustraties van Vaarzon Morel werden in 1933 tentoongesteld bij een expositie ter gelegenheid van de 70e geboortedag van Couperus, georganiseerd door het Louis Couperus Genootschap. Vanaf 2005 werden er zeker negen originele tekeningen in opeenvolgende veilingen te koop aangeboden bij Bubb Kuyper Veilingen.